# Synagoge (Kůzová)
Der Synagoge in Kůzová (Wallisgrün), einem Ortsteil von Čistá (Tschistay) in Tschechien, wurde 1812 errichtet. Das Gebäude č. p. 38 wird heute als Wochenendhaus genutzt.

## Lage
Das Gebäude befindet sich hinter der nordöstlichen Häuserreihe des Dorfangers am Fahrweg nach Zdeslav (Deslawen).

## Geschichte
In der zweiten Hälfte des 18. Jahrhunderts begann die verstärkte Ansiedlung von Juden auf dem Gebiet der Grundherrschaft Hochlibin. Eine jüdische Gemeinde bestand in Wallisgrün mindestens seit 1783, als der alte Judenfriedhof auf dem Galgenberg bei Kožlany (Kozlan) wieder aufgenommen wurde. Es wird angenommen, dass sich zu der Zeit auch schon eine Synagoge, eine jüdische Schule und ein Tauchbad in Wallisgrün befanden. In der Topographie des Königreichs Böhmen von 1785 wurde außer Hochlibin, Wallisgrün, Grünthal, Welhoten, Neuwallisdorf und Deslawen auch die Judenhäuser als ein größtenteils von Juden bewohntes Dorf aufgeführt. 1793 lebten in Wallisgrün zehn jüdische Familien. 
1812 überließ der Grundherr, Stephan Olivier von Wallis auf Koleschowitz, der Judengemeinde einen Bauplatz und Hofraum für eine neue Synagoge am Ortsrand von Wallisgrün. Die hölzerne Synagoge wurde unter der Oberaufsicht des Kreisrabbiners Josef Emanuel Deutsch aus Raudnitz durch Jakob Kohn, Joachim Sattler und Jakob Jungmann erbaut.
1820 hatte die jüdische Gemeinde 257 Mitglieder, davon 99 in Wallisgrün, 53 in Deslawen, 49 in Hochlibin, 48 in Neuwallisdorf, 8 in Welhoten. Später unterhielten die Hochlibiner Juden im Privathaus von Ignaz Abeles ein eigenes Bethaus, blieben aber zunächst Teil der Wallisgrüner Gemeinde. Um 1860 erfolgte eine Trennung beider Gemeinden. Die Israeliten in Hochlibin und Podersanka wurden der Synagoge Hochlibin und dem dortigen Kultusvorstand Salomon Abeles zugewiesen; die Gemeindeglieder in Chmeleschen, Deslawen, Neuwallisdorf, Sossen, Wallisgrün und Welhoten der Synagoge in Wallisgrün und dem Kultusvorstand Emanuel Tanzer. 1861 umfasste die jüdische Gemeinde Wallisgrün 262 Personen, davon 121 in Wallisgrün, 82 in Deslawen und 59 in Neuwallisdorf. Mit der 1872 eröffneten deutschen Volksschule in Wallisgrün wurden die katholischen und jüdischen Kinder gemeinsam unterrichtet. Am Anfang des 20. Jahrhunderts bestand in Hochlibin noch ein eigener Betverein. 1929 zog der letzte Jude aus Hochlibin fort.
Zu Beginn der 1930er Jahre existierten in Wallisgrün drei jüdische Vereine: die Beerdigungsbrüderschaft, die den Friedhof bei Kožlany unterhielt (35 Mitglieder), die Jüngere Brüderschaft und der Unterstützungsverein (34 Mitglieder). Die Zahl der Gemeindeglieder war auf 121 gesunken. Nach dem Münchner Abkommen wurde Wallisgrün im Oktober 1938 dem Deutschen Reich zugeschlagen. Die jüdische Gemeinde wurde in der Zeit des Nationalsozialismus ausgelöscht. Die nach dem Ende des Zweiten Weltkrieges ungenutzte Synagoge wurde 1949 verkauft und danach zum privaten Wochenendhaus umgebaut.

## Bauwerk
Die Synagoge wurde als Fachwerkhaus errichtet und ist bis in das Dach hinein mit Brettern gewölbt. Zu beiden Seiten und in der Mitte befanden sich die Sitzplätze für die Männer, die für die Frauen lagen auf einer Galerie. An der Ostseite stand ein holzgeschnitzter Toraschrein und im Fenster darüber war durch farbiges Glas ein Davidstern dargestellt.